# セイヨウサンシュユ
セイヨウサンシュユ（西洋山茱萸; 学名: Cornus mas）は、ミズキ目ミズキ科の落葉小高木。
リンネの『植物の種』(1753年) で記載された植物の一つである。

## 分布
ヨーロッパ南部（フランス）からウクライナ、アルメニア、アゼルバイジャン、グルジア、イラン、トルコ、レバノン、シリアにかけて分布する。

## 特徴
高さ5-12メートルになる落葉小高木。樹皮は薄茶色で、葉は対生し長さ4-10 cmほどの卵状楕円形。2-4センチメートルの黄色の小さな花を10-25個密に開く。果実は長さ1.5センチメートル楕円形で赤く熟し、ひとつの種子を有す。

## 利用
果実は熟すとコーヒーベリーのようになる。主に東ヨーロッパ地域とイランにて食用に利用される。生食では酸味が強すぎるため、ジャムやソース、ジュース、ドライフルーツに加工されることが多い。東ヨーロッパではサンシュユ（C. officinalis）同様、薬用植物として利用され、腹痛、風邪、下痢に良いとされている。サンシュユの果汁はミネラル分に富み、プラムジュースと比較すると、カリウム、ナトリウム、鉄分、亜鉛、マンガンが多く含まれる。特にカルシウムが多く、プラムジュースの10倍以上を含有する。
動物実験では、高血糖と脂質異常の改善、肝臓保護、血流改善が報告されている。
薬理成分はロガニン酸、ロガニン、スエロシド、コルニシドといったイリドイド、アントシアニン、ウルソール酸である。

セイヨウサンシュユ - Cornus mas
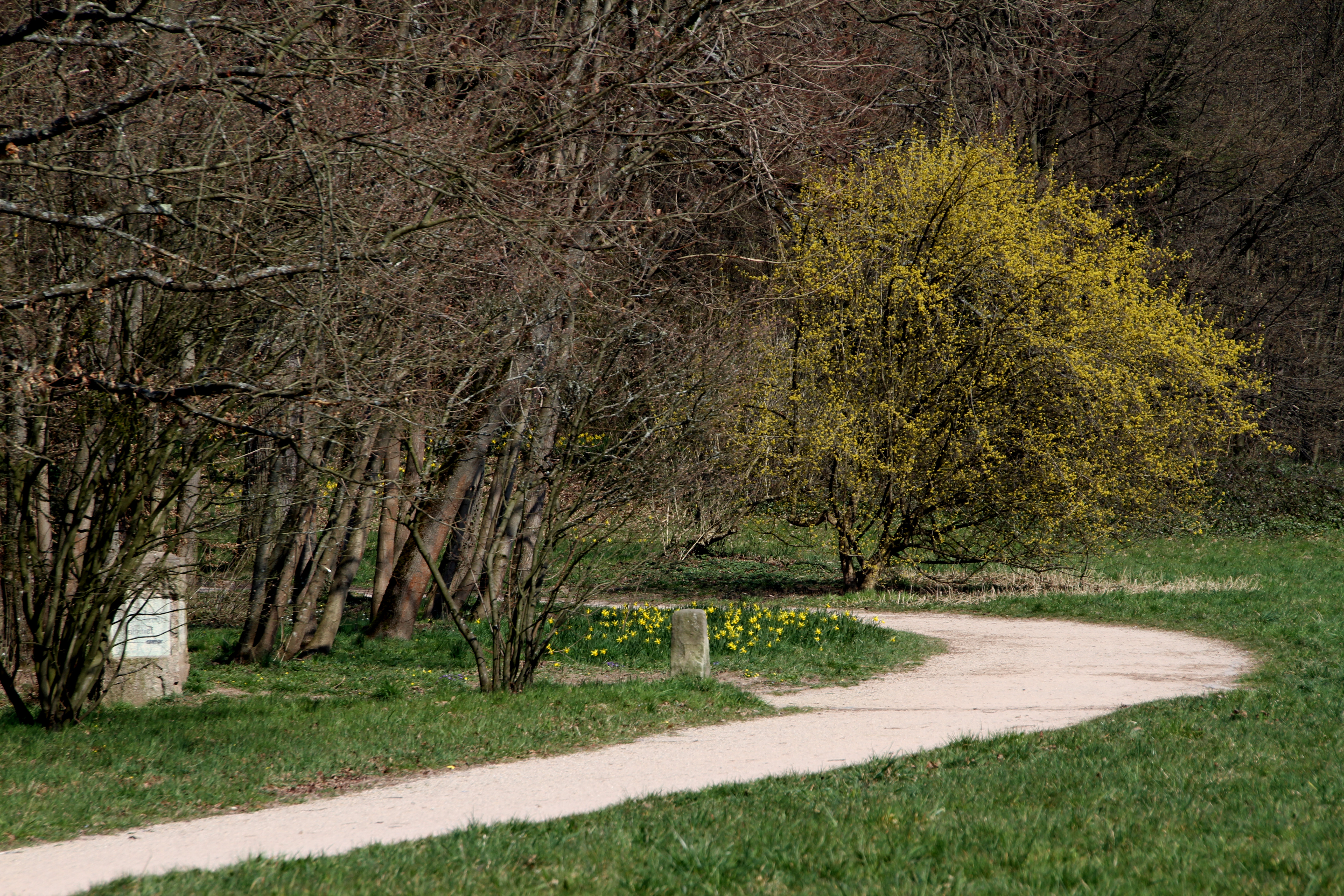
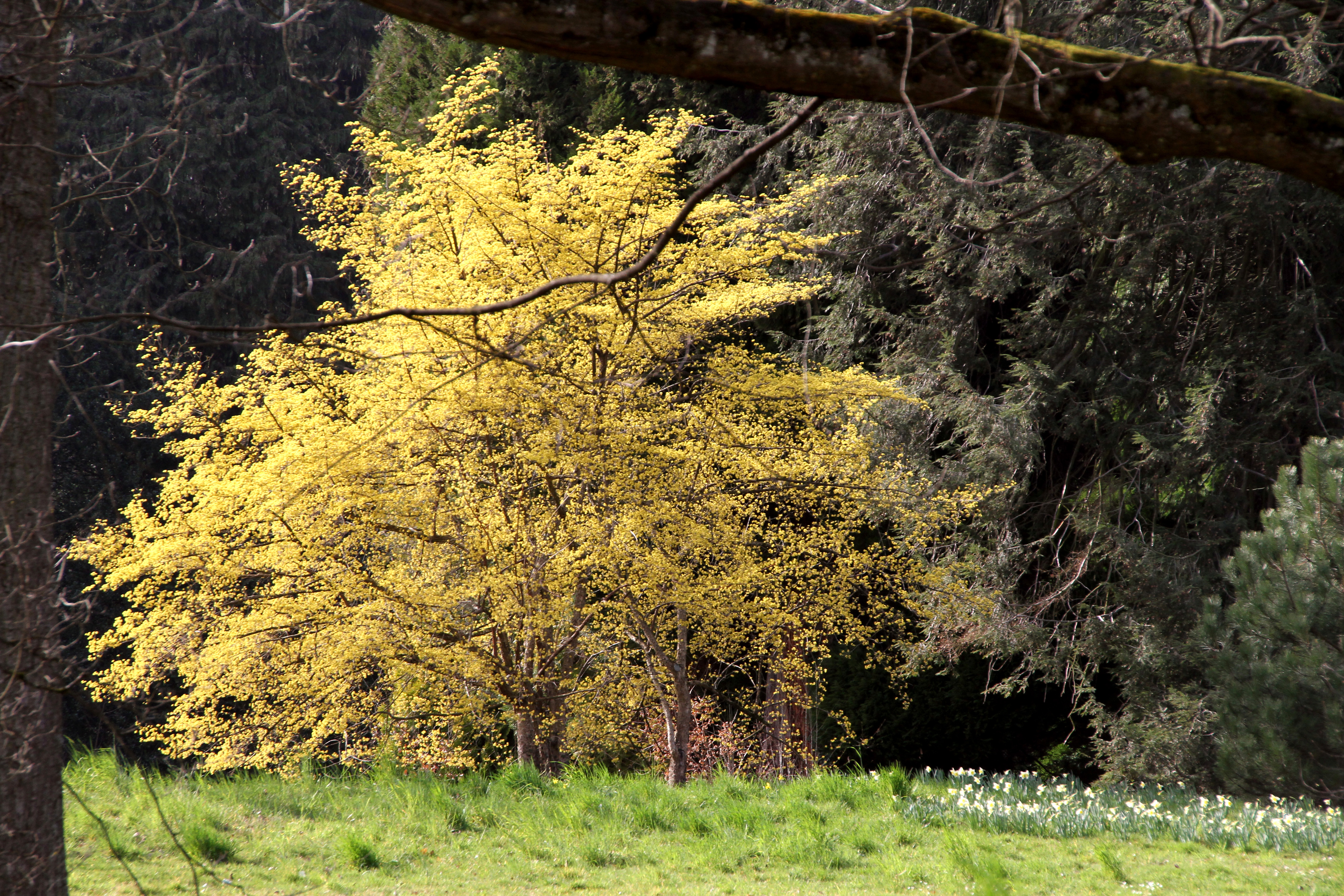
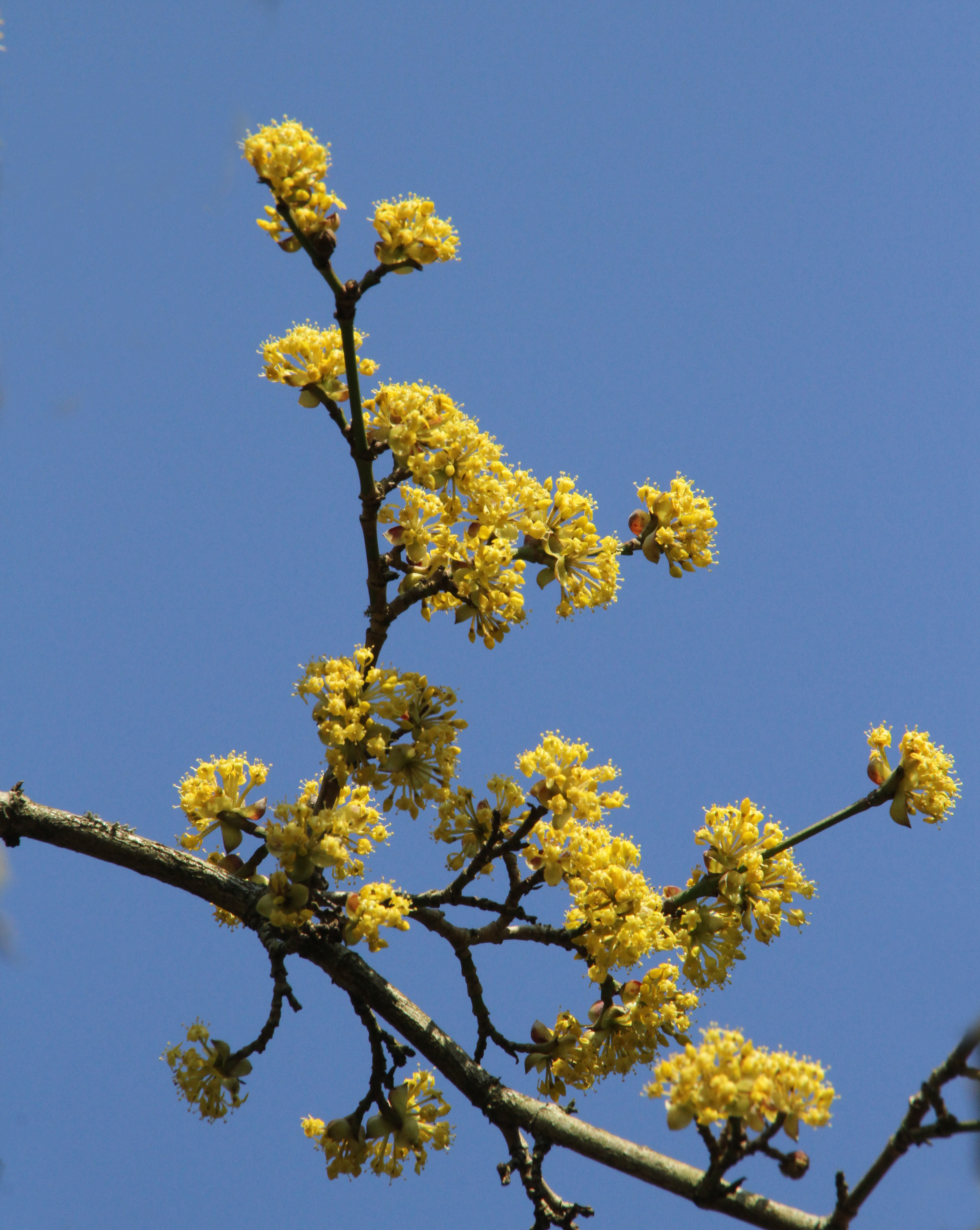
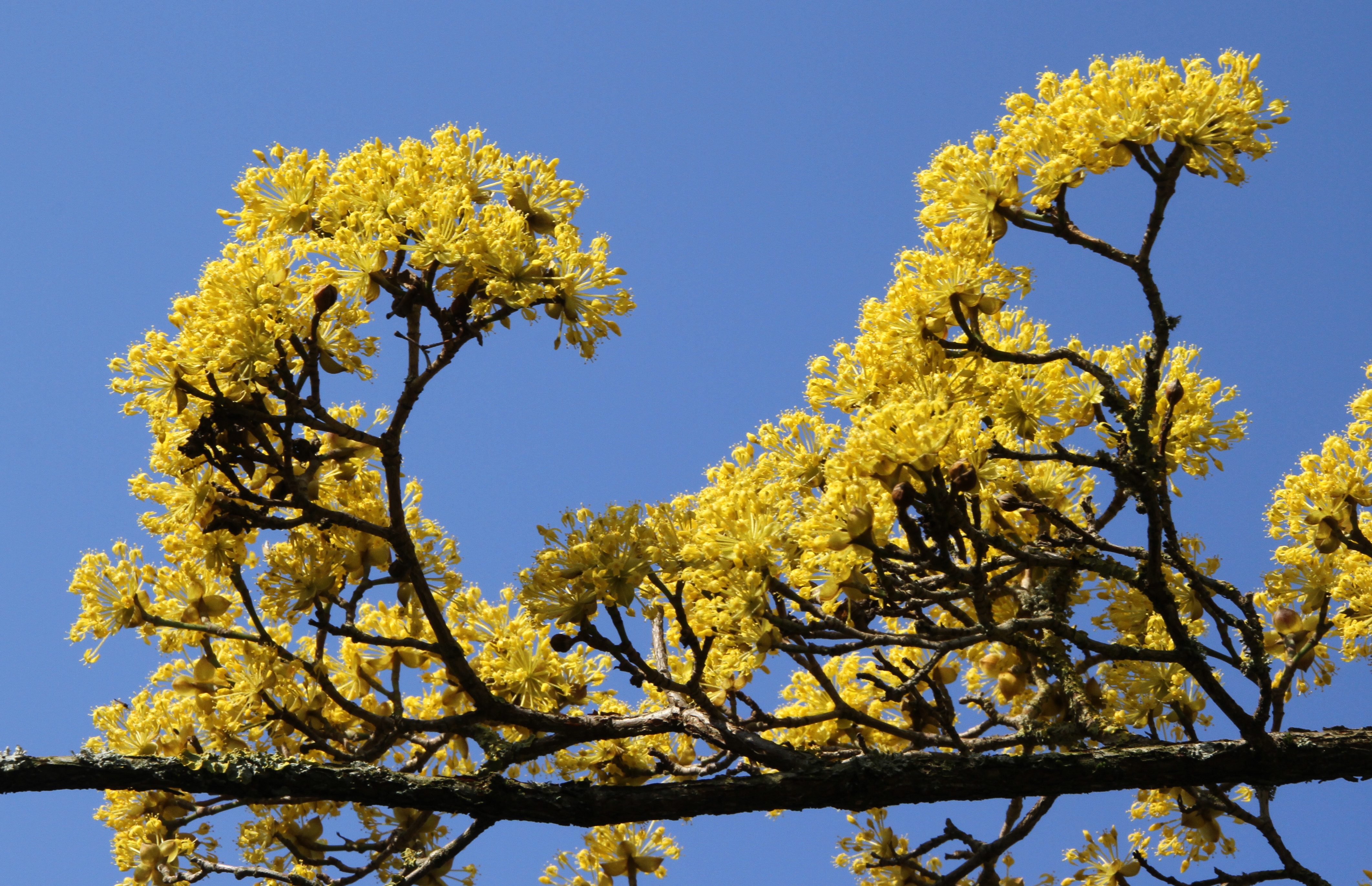
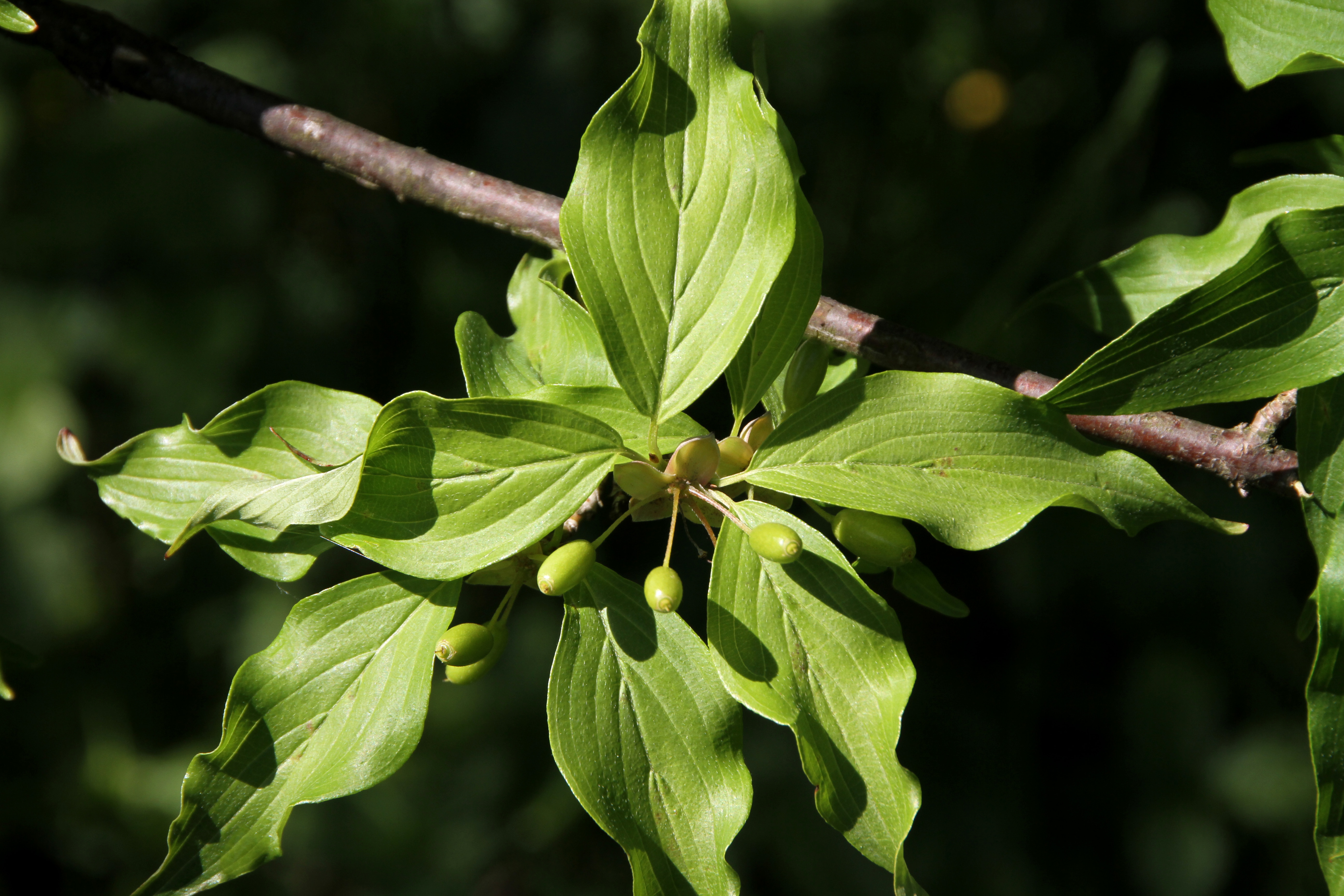
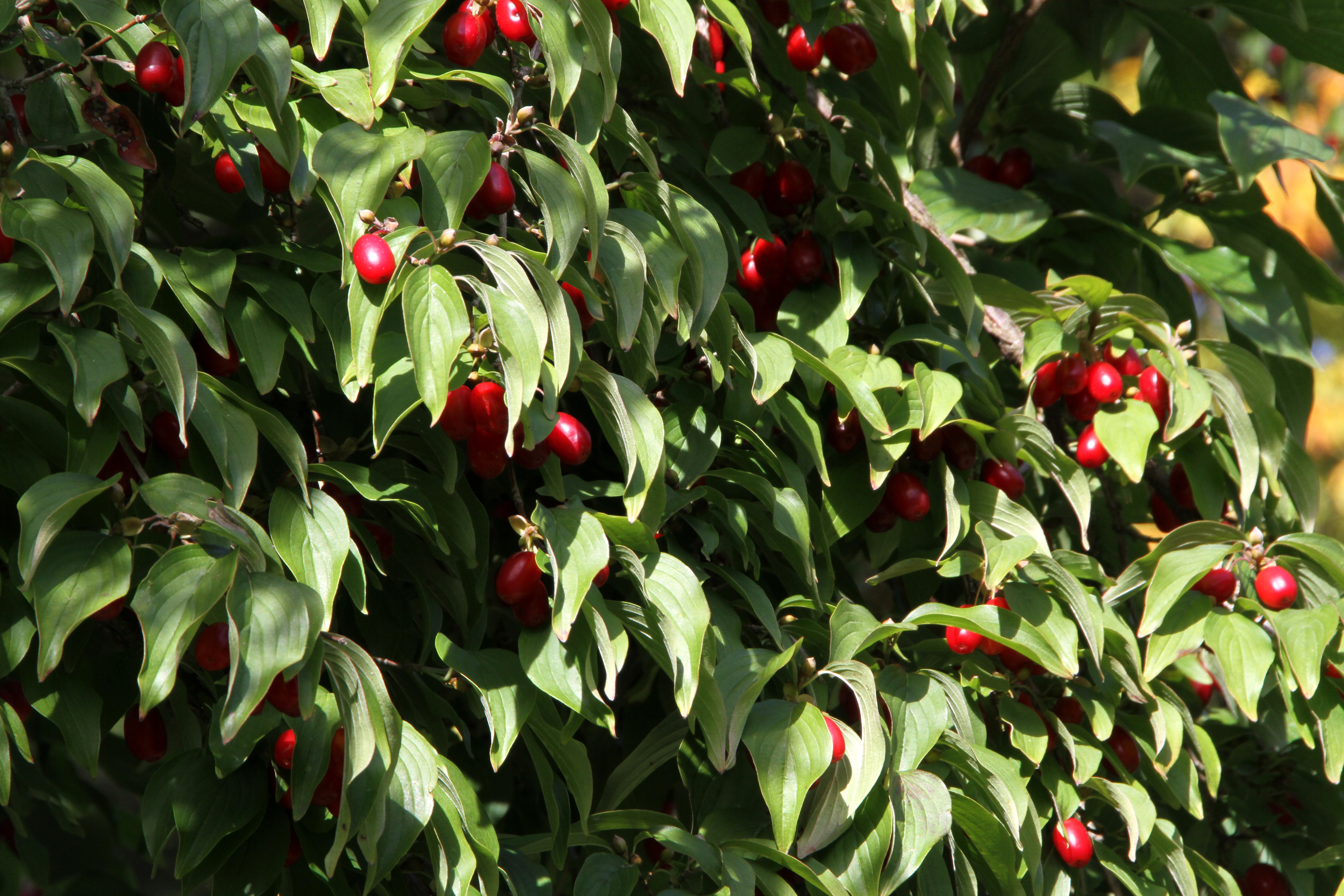
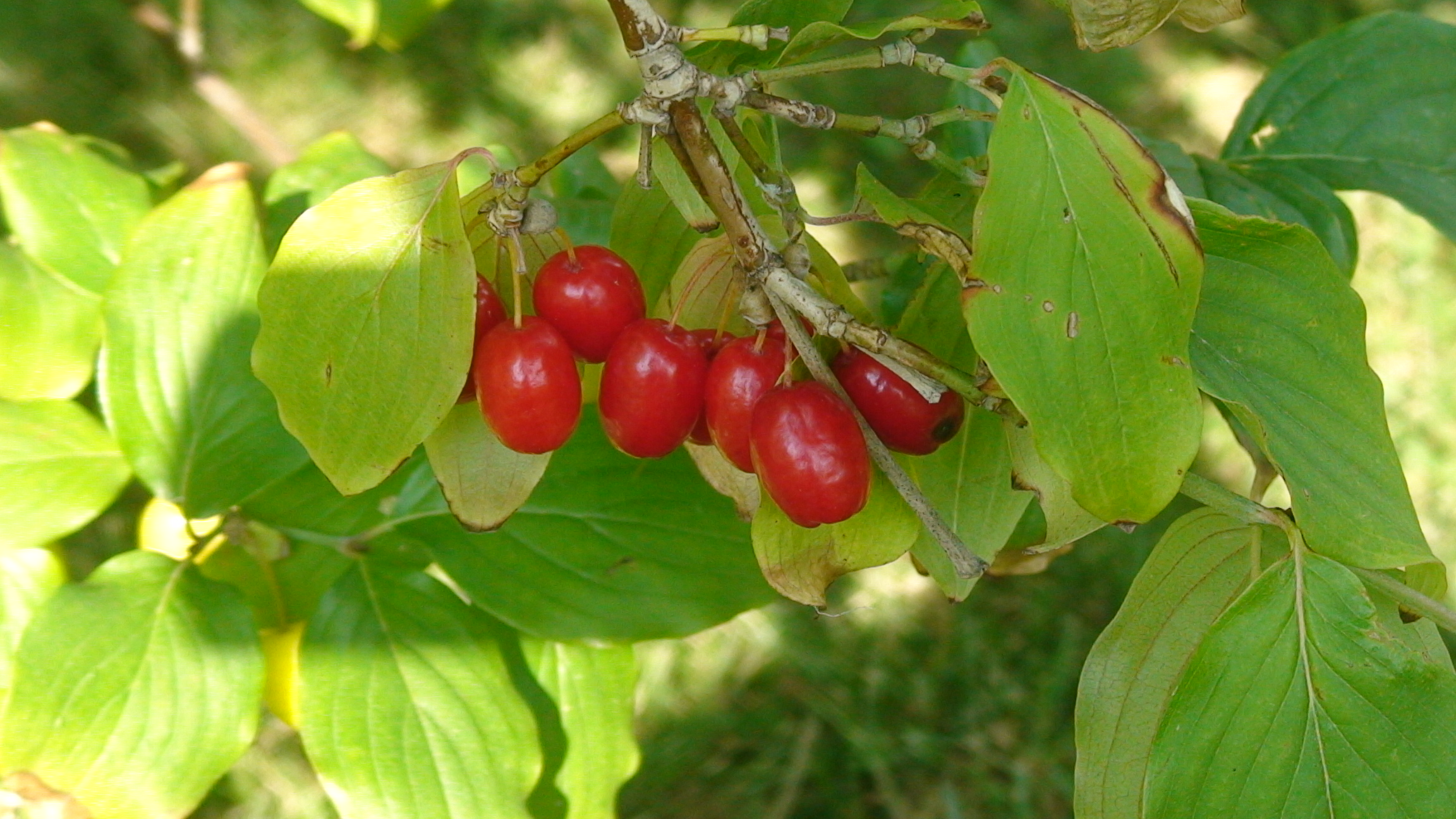
果実
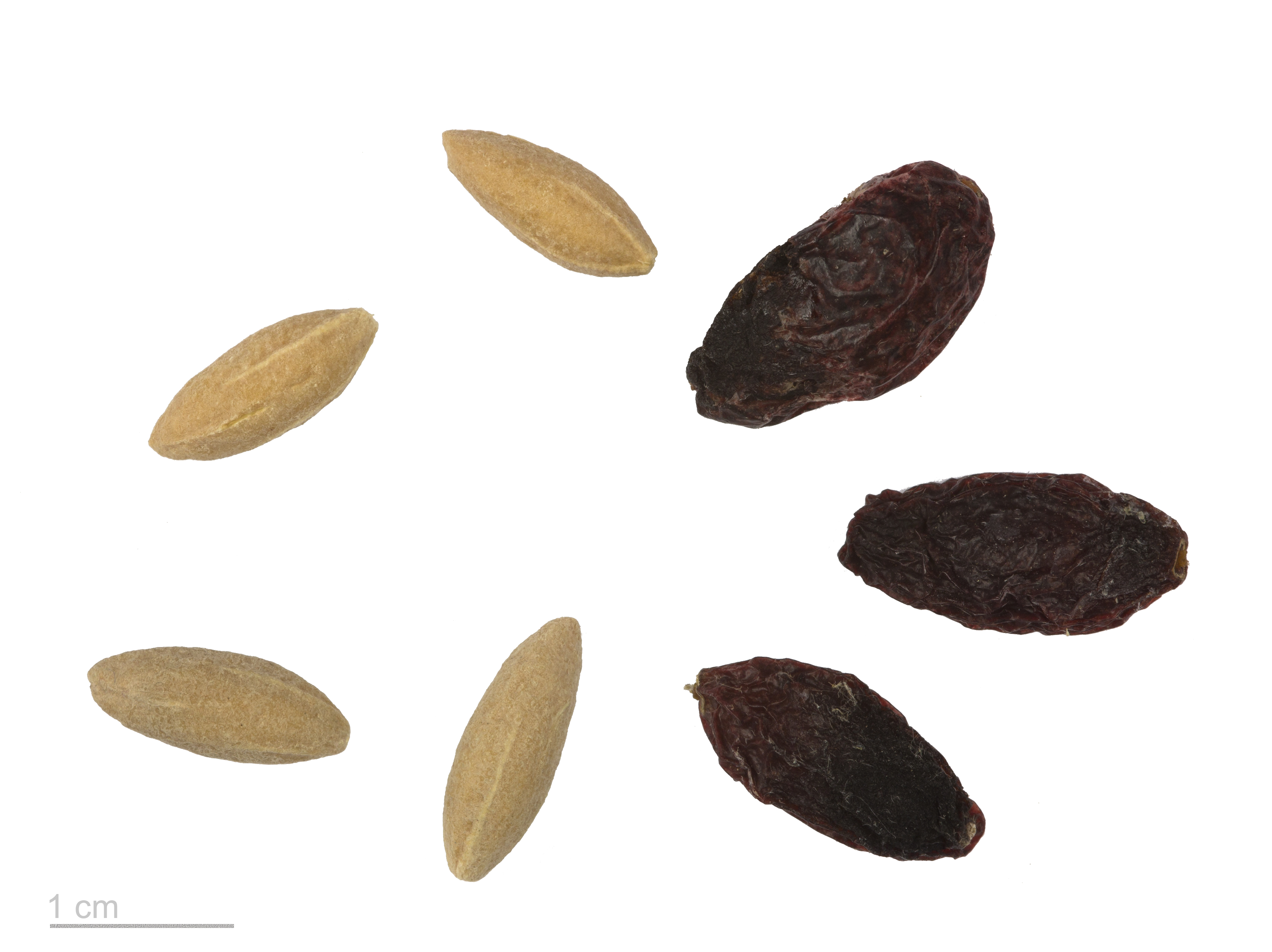